# Frontbannabzeichen
Het Frontbannabzeichen (ook genoemd: Traditionsnadel alter Kämpfer) werd in 1932 door de SA-Gruppenführer (generaal-majoor) en commandant van de SA-Gruppe Berlin-Brandenburg Karl Ernst ingesteld. Het insigne was tot het einde van 1934 een officieel erkende onderscheiding van de NSDAP.

## Geschiedenis
De Frontbann was een tijdelijke paramilitaire organisatie, die van 1924 tot 1925 als vervanger van de verboden Sturmabteilung (SA) fungeerde. De Frontbann werd ontbonden op 27 februari 1925. Het werd toen weer opgenomen in de heropgerichte NSDAP en werd weer hernoemd naar de SA.

## Versiersel

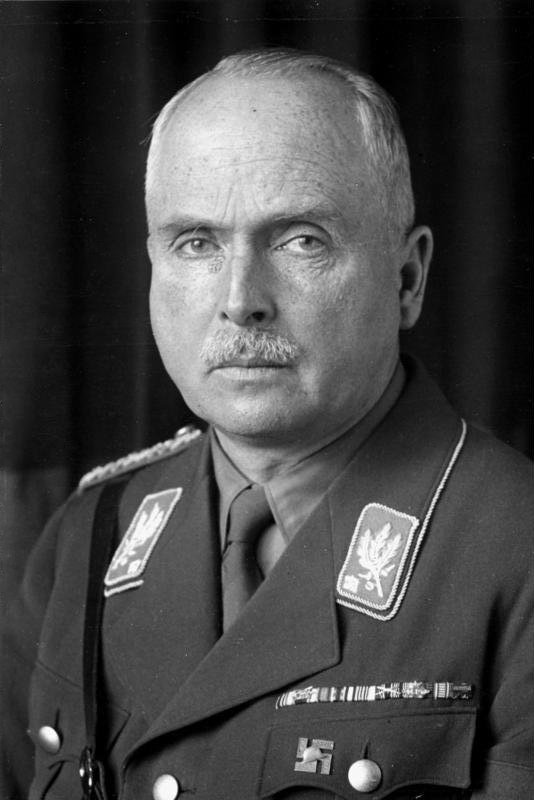
Karel Eduard van Saksen-Coburg en Gotha droeg het insigne in 1933.

Het Frontbannabzeichen werd ter herinnering aan de Frontbann ingesteld. Om het insigne te kunnen verkrijgen en te dragen, moest men vóór 31 december 1927 lid zijn van de Frontbann en vóór die datum lid zijn van de NSDAP of een andere rechtse paramilitaire organisatie.

## Uiterlijk
Het insigne was zilverkleurig, had een speld aan de achterkant en was 20 mm lang. Het bestond uit een hakenkruis met in het midden een Stahlhelm. Op de armen van de hakenkruis stonden de woorden "WIR WOLLEN FREI WERDEN" ("Wij willen vrij zijn"). Op de achterzijde van het insigne stond de opdruk "Z.M. OST" door de NSDAP Zeugmeisterei Ost.
Paul Meybauer uit Berlijn was de enige fabrikant van het insigne.

## Toekenningsvoorwaarden[3]
De toekenningsvoorwaarden voor het Frontbannabzeichen waren:
- lid geweest van de Frontbann, met een partijnummer tot nummer 50.000 en een ononderbroken staat van dienst binnen de NSDAP.
- Van 9 november 1918 lid geweest van een van de uniforme rechtse patriottische fronten en van de NSDAP, met een ononderbroken dienst tot 31 december 1927.

## Draagwijze
Het insigne werd op de linkerborstzak gedragen. De gedecoreerde moest een "Berechtigungsschein", ondertekend door de SA-Gruppenführer Ernst, hebben om een insigne te kunnen bestellen.
Het dragen van het Frontbannabzeichen zonder het bijbehorende certificaat, dat in het partijboek moest worden geplakt, was verboden en strafbaar.

## Na de Tweede Wereldoorlog
Het insigne is van een hakenkruis voorzien. Dat betekent dat het verzamelen, tentoonstellen en verhandelen van deze onderscheidingen in Duitsland aan strenge wettelijke regels is onderworpen. Op 26 juli 1957 vaardigde de Bondsrepubliek Duitsland een wet uit waarin het dragen van onderscheidingen met daarop hakenkruizen of de runen van de SS werd verboden.